# アベベ・メコネン

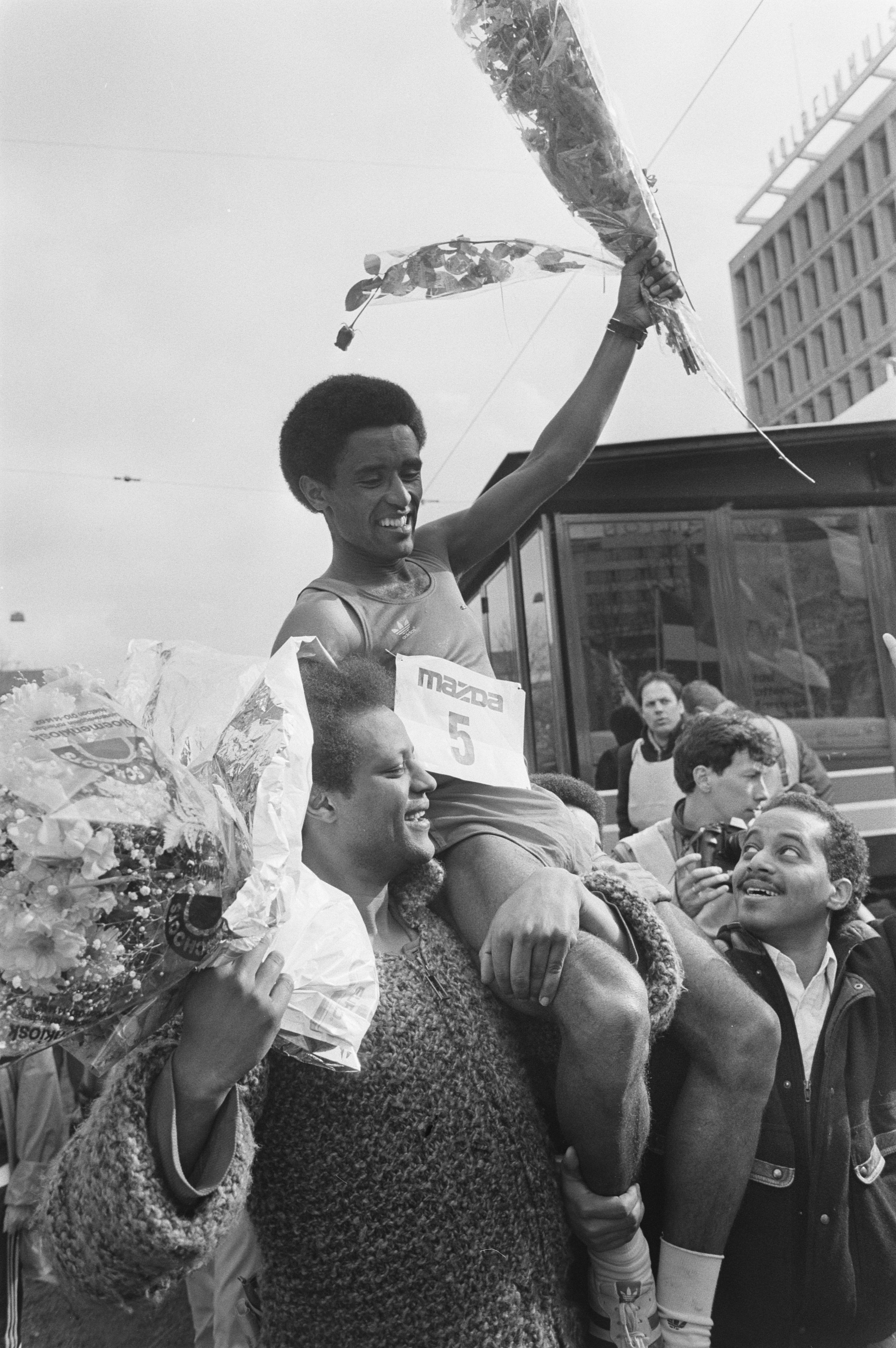
アベベ・メコネン

アベベ・メコネン（Abebe Mekonnen 1964年10月16日- ）はエチオピアの陸上競技選手（長距離）。

## 経歴
少年時代から陸上競技の素質を見いだされ、マモ・ウォルデらからトレーニングを受けていた。
1985年ワールドカップ広島大会で初めてサブテン（2時間10分未満）を記録。1986年のロッテルダムマラソンでマラソン初優勝を果たす。1988年から1989年にかけてがマラソン選手としてのピークで、4レースに続けてサブテンを記録し、うち3つ（1989年の第93回ボストンマラソンを含む）のレースに優勝し、その一つである1988年の北京国際マラソンでは自己ベストとなる2時間07分35秒を記録した。この記録は四半世紀の長い間コースレコードであった。この活躍により、1988年ソウルオリンピック前後には現役世界最強選手と謳われた。しかし、エチオピアがソウルオリンピック参加を見送ったため、同国のベライン・デンシモ（当時世界最高記録保持者）ともども出場することができなかった。
1988年に出場ならなかったオリンピックには、1992年のバルセロナオリンピック、1996年のアトランタオリンピックにと2度エチオピア代表として出場したが、バルセロナでは途中棄権、アトランタでは2時間29分45秒で81位に終わった。また、世界陸上競技選手権大会でも4度出場しながら3度は途中棄権、完走した1995年のイェーテボリ大会も47位と、これらのビッグタイトルには縁がなかった。
自己記録を出した1988年の北京をはじめ、1989年の福岡、1991年東京世界陸上など、レース中やレース直後に嘔吐することが多かった。
世界クロスカントリー選手権には何度も出場し1993年には2位になっている。
1998年のロンドンマラソンで最後のサブテンを記録。1985年のワールドカップから数えて、足掛け14年もの間サブテンを記録したアベベ・メコネンは、男子マラソンサブテン最長足掛け期間記録保持者である。

## マラソン成績
| 年月    | 大会名                         | タイム      | 順位   | 備考         |
| ------- | ------------------------------ | ----------- | ------ | ------------ |
| 1984.03 | ウィーン                       | 2：17：25   | 8位    |              |
| 1984.05 | ミュンヘン                     | 2：15：40   | 2位    |              |
| 1984.08 | モスクワフレンドシップマラソン | 2：11：30   | 2位    |              |
| 1985.02 | 東京国際マラソン               | 2：12：39   | 4位    |              |
| 1985.04 | ワールドカップマラソン（広島） | 2：09：05   | 5位    |              |
| 1985.09 | モントリオール                 | 2：15：09   | 4位    |              |
| 1985.12 | 福岡国際マラソン               | 2：13：23   | 7位    |              |
| 1986.02 | 東京国際マラソン               | 2：08：39   | 3位    |              |
| 1986.04 | ロッテルダムマラソン           | 2：09：08   | 優勝   |              |
| 1986.06 | アディスアベバ                 | 2：16：07   | 優勝   |              |
| 1986.09 | モントリオール                 | 2：10：31   | 優勝   |              |
| 1987.02 | 東京国際マラソン               | 2：11：54   | 3位    |              |
| 1987.05 | パリマラソン                   | 2：11：10   | 優勝   |              |
| 1987.09 | 世界陸上（ローマ）             | ----------- | (棄権) |              |
| 1988.02 | 東京国際マラソン               | 2：08：33   | 優勝   |              |
| 1988.04 | ロッテルダムマラソン           | 2：09：33   | 4位    |              |
| 1988.10 | 北京国際マラソン               | 2：07：35   | 優勝   | 自己最高記録 |
| 1989.04 | ボストンマラソン               | 2：09：06   | 優勝   |              |
| 1989.12 | 福岡国際マラソン               | 2：14：29   | 7位    |              |
| 1990.04 | ロッテルダムマラソン           | 2：11：52   | 2位    |              |
| 1990.08 | 北海道マラソン                 | ----------- | (棄権) |              |
| 1991.02 | 東京国際マラソン               | 2：10：26   | 優勝   |              |
| 1991.04 | ボストンマラソン               | 2：11：22   | 2位    |              |
| 1991.09 | 世界陸上（東京）               | ----------- | (棄権) |              |
| 1991.12 | 福岡国際マラソン               | 2：11：39   | 4位    |              |
| 1992.04 | ボストンマラソン               | 2：13：09   | 8位    |              |
| 1992.08 | バルセロナオリンピック         | ----------- | (棄権) |              |
| 1993.02 | 東京国際マラソン               | 2：12：00   | 優勝   |              |
| 1993.04 | ボストンマラソン               | ----------- | (棄権) |              |
| 1993.09 | 世界陸上（シュトゥットガルト） | ----------- | (棄権) |              |
| 1994.02 | 東京国際マラソン               | 2：12：13   | 5位    |              |
| 1994.04 | ロンドンマラソン               | 2：09：17   | 2位    |              |
| 1994.10 | 北京国際マラソン               | 2：11：33   | 2位    |              |
| 1995.02 | 東京国際マラソン               | ----------- | (棄権) |              |
| 1995.04 | ロンドンマラソン               | 2：20：18   | 28位   |              |
| 1995.08 | 世界陸上（イェーテボリ）       | 2：32：35   | 47位   |              |
| 1995.10 | 春川                           | 2：20：42   | 11位   |              |
| 1996.03 | びわ湖毎日マラソン             | 2：11：55   | 3位    |              |
| 1996.04 | ボストンマラソン               | 2：10：21   | 6位    |              |
| 1996.08 | アトランタオリンピック         | 2：29：45   | 81位   |              |
| 1996.10 | 北京国際マラソン               | 2：13：21   | 7位    |              |
| 1997.03 | 東亜マラソン（慶州）           | 2：12：45   | 3位    |              |
| 1997.04 | ロッテルダムマラソン           | 2：08：46   | 5位    |              |
| 1997.10 | 春川                           | 2：10：27   | 4位    |              |
| 1998.01 | ティベリアス                   | 2：14：09   | 2位    |              |
| 1998.04 | ロンドンマラソン               | 2：09：52   | 5位    |              |
| 1998.06 | サンディエゴ                   | 2：16：38   | 7位    |              |
| 1998.09 | ベルリンマラソン               | 2：12：13   | 8位    |              |
| 1998.10 | 北京国際マラソン               | 2：27：34   | 36位   |              |
| 1999.02 | 東京国際マラソン               | 2：21：40   | 20位   |              |